# A 2009-es influenza-világjárvány az Egyesült Királyságban
A 2009-es sertésinfluenza-világjárvány az Egyesült Királyságban 2009 áprilisában kezdődött, mikor a sertésinfluenza néven ismert influenzavírus megfertőzött embereket. Először Észak-Amerikában, később világszerte egyre több helyen jelentkeztek ilyen jellegű megbetegedések. Az első esetek előfordulását az Egyesült Királyságban április 27-én erősítették meg. A vizsgálatok azt mutatták ki, hogy ez az influenzavírus A H1N1 több változatának a keveréke.
Az új influenzavírus eredete bizonytalan. A jelek szerint a vírus emberről emberre is terjedt és emiatt az Egészségügyi Világszervezet nem zárta ki, hogy akár világméretű influenzajárvány is kitörhet. Június közepére a világ két eltérő régiójában is emberről emberre terjedt a vírus és emiatt a WHO kihirdette az influenza-világjárványt, amely a 6. legmagasabb fokozatot jelenti a riasztási skálán. 2009. június 24-én a HPA jelentése szerint az esetek 62%-a 20 év alattiaknál fordult elő.
Az Egyesült Királyság minden régiójában iskoláskorú gyermekek és fiatal felnőttek körében ütötte fel leginkább a fejét az új influenza. Bizonyos jelek arra mutattak, hogy a felnőttek valamilyen fokon immunissá váltak már. Az új védőoltás kifejlesztése során felmerült, hogy nem lesz elég kapacitás a szezonális influenzát leküzdeni képes védőoltás előállítására és az is előfordulhat, hogy a vírustörzs olyan mutáción megy át, ami hatástalanná teszi az új védőoltást.
Az Egyesült Királyságban számos esetben találtak olyan, Mexikóból érkező utast, aki hordozhatta a vírust. Április 27-én két esetet erősítettek meg. Május 1-jén bejelentették, megtörtént az országban az első eset, hogy a vírus emberről embere terjedt.
A világméretű járványra válaszul a brit külügyekkel és a nemzetközösségi ügyekkel foglalkozó minisztérium bejelentette, hogy minden nem feltétlenül szükséges Mexikóba történő utazást ellenez. Több kormányzati ügynökség adott ki arról iránymutatásokat, mit kell tenni abban az esetben, ha valakit fertőzöttnek gondolnak, és biztosították a közvéleményt, hogy a világjárvány esetére készen állnak a megfelelő akciótervekkel.
Anglia főgyógyszerésze, Sir Liam Donaldson május elején arra figyelmeztetett, hogy túl korai még azt feltételezni, hogy gyenge lefolyású az influenza csak azért, mivel eddig még nem volt halálos áldozat és a vírus ősszel vagy télen újjáéledhet.

## A kezdetek leírása
| 2009          | A sertésinfluenza kitörésének mérföldkövei az Egyesült Királyságban |
| ------------- | --- |
| Április 27.   | Miután megérkezett egy repülőgép Mexikóból Skóciába, megjött ezzel együtt az első két H1N1 fertőzött az országba. |
| Április 29.   | Egy hétre bezárták a Paignton Community and Sports College-ot. Ez az országban az első iskolabezárás. |
| Május 1.      | Megtörténik az első két, emberek közötti fertőződés az országban. |
| Május 2.      | Ettől kezdve ideiglenesen több iskolát bezárnak. |
| Május 7.      | A HPA azt tanácsolja, hogy a fertőzötteket zárják ki az iskolákból és a munkahelyekről. |
| Május 8.      | A HPA kiad egy tájékoztatót, melyben az iskolában betartandó tanácsokat sorol fel gyanított vagy megerősített sertésinfluenzás tanuló esetében. A tanácsok szerint fertőzés esetén az iskolát hét napra be kell zárni.                                                    |
| Május 8.      | Miután az amerikai kontinensen fertőző vírus genetikáját az USA tudósai már kiderítették, az európai vírus genetikai ujjlenyomatát elsőként brit kutatók tudták felderíteni.                                                                                              |
| Május 17.     | A századik megerősített eset. |
| Május 22.     | A HPA munkatársai ezt követően nem ellenőriznek minden mexikói járatot. Kockázatelemzésen keresztül választják ki azokat az embereket, akiken elvégzik a teszteket. |
| Május 26.     | A legnagyobb, egyszerre megbetegedett közösség 50, majd későbbi hírek szerint 74 megerősített esettel egy birminghami általános iskolában.). |
| Június 13.    | Több mint 1000 sertésinfluenzás megbetegedés az országban. |
| Június 14.    | Az első haláleset az országban, mely kapcsolatba hozható a sertésinfluenzával. Skóciában, Glassgow Paisley kerületében, a Royal Alexandra Hospitalban halt meg egy beteg ember.                                                                                           |
| Június 26.    | A második halott fertőzött, akinél szintén voltak más egészségügyi panaszok is, egy hatéves lány volt a Birmingham Children's Hospitalban West Midlands régiójában. Halálát június 29-én jelentették be.                                                                  |
| Június 30.    | A 6000. megerősített sertésinfluenzás eset az országban. |
| Július 6.     | További három haláleset, így eddig összesen heten haltak meg az országban. Az áldozatok között volt két 9 éves lány. Az NHS azt állította, hogy mindhármuknál súlyos mögöttes egészségügyi problémák is voltak. Az áldozatok Nyugat-Yorkshire-ben és Dél-Londonban éltek. |
| Július 9.     | A kormány bejelentette, hogy a megbetegedettek száma elérte a kilencezret, és 14 beteg belehalt a fertőzésbe. Közülük 2 Skóciában, 5 Londonban, a többiek pedig Anglia egyéb területein laktak.                                                                           |
| Július 10.    | Essexben meghalt a sertésinfluenza 15. áldozata. Az előző esetektől eltérően itt nem volt egyéb betegség a háttérben. |
| Július 13.    | További két ember hal meg a betegség miatt Angliában. Az egyikük, egy 6 éves lány, aki vérmérgezés miatt vesztette életét, a másikjuk pedig egy középkorú férfi, aki a boncolás alapján a sertésinfluenza által táplált embóliában halt meg.                              |
| Július 16.    | További 12, eddig összesen 29 ember vesztette életét. A becslések szerint eddig 85 000 ember kapta el a sertésinfluenzát. Az ezt megelőző héten a HPA modellezése alapján 55 000 beteg kapta el.                                                                          |
| Július 23.    | A Nemzeti Pandémia Influenza Szolgálat először Angliában jön létre. Röviddel életre hívását követően a szervezethez másodpercenként 2000 bejelentés érkezik. Ha a fertőzöttség aránya növekszik, Skócia, Észak-Írország és Wales is csatlakozhat a rendszerhez.           |
| Augusztus 21. | Az első, sertésinfluenzáshoz köthető halálest Walesben, a megerősített hírek szerint egy 55 éves nő halt meg. |
| Szeptember 8. | További négy ember fertőződött meg Edinburghben, közülük kettő gyermek. |

## Bejelentett esetek

### Április
2009. április 25-én a British Airways egyik Mexikóvárosból visszatérő járatának egyik alkalmazottját a harrowi Northwick Park Hospitalban karanténban tartották, de nem találták meg a szervezetében a sertésinfluenzát.
Április 26-án két embert Észak-Lanarkshire-ban, Airdrrie-ben a Monklands Kórházba szállítottak megfigyelésre. Ők Mexikóból történt megérkezésüket követően az influenzára jellemző panaszokról számoltak be. Ezek – egy megerősített spanyolországi esettel közösen – a vírus első európai megjelenései közé tartoznak.
Április 27-én Nicola Sturgeon egészségügyi és népjóléti miniszter megerősítette, hogy ezek az A típusú influenza H1N1 törzsének, a sertésinfluenza-fertőzései voltak. A két páciens elszigetelve, jól gyógyult. Később közzétették a két ember nevét is. Iain és Dawn Askham friss házasok, akik a Mexikói-öbölnél Cancún üdülőövezetében töltötték nászútjukat. Mind a skót, mind az angol hatóságok azt állították, hogy nem akarják felkutatni annak a járatnak az utasait, mellyel a pár utazott, mivel a hatóságok szerint ők nem kerültek velük „szoros érintkezésbe”.
Április 27-én este az államtitkár azt közölte, hogy a 22, a két megerősített skót esettel közeli érintkezésbe került ember közül hét hazaérkezésüket követően influenzaszerű tüneteket produkáltak. Április 29-re a skót esetben közeli kapcsolatba kerültek közül már nem hét, hanem kilenc ember fertőződött meg.
Április 27-én Alan Johnson egészségügyi miniszter azt mondta a Közrendiek Házában (a brit alsóházban), hogy az Egyesült Királyság területén 25 lehetséges esetet észleltek. Ezek közül addig kilenc eredménye negatív volt, 14 eredményét pedig még várták.
Április 27-i jelentések alapján Nottinghamben tíz esetet vizsgálnak sertésinfluenza gyanújával. A megfigyelés alá vont esetek száma Wiltshire-ben, Derbyshire-ben, Yorkshire-ben és Walesben április 28-án tovább növekedett. A West Midlands-i Walsallban újabb esetet regisztráltak. Egy család ekkortájt tért vissza Mexikóból, és az egyik családtagnak influenzás tünetei lettek.
Április 29-én további feltételezett esetekről számoltak be Skóciából. Mindkét jelentés olyan emberekről szólt, akik nemrég érkeztek haza külföldről.
Április 29-én délben a kormány három további esetről számolt be a nyilvánosság előtt. Köztük két felnőtt – egyikük Redditchben, másikjuk Londonban lakott – és egy 12 éves torbayi lány volt. Mindhármuk nem sokkal ezt megelőzően tért haza Mexikóból. Miután megállapították a lánynál a betegséget, iskolája, a Paignton Community and Sports College hét napig zárva volt.
Április 30-án a Newcastle University bejelentette hallgatóinak és munkatársainak, hogy két hallgatójukkal együtt élő nem hozzájuk járó embernél találtak vírusos betegségek kezelésére szolgáló gyógyszert. Az egyetem úgy döntött, további figyelmeztetésig nyitva marad. 2009. május 2-án bezárták a második iskolát, a Downend Schoolt. A sorban a harmadik a skóciai South Hampstead High School lett.

### Május
Az első, a szigetországban megtörtént emberről emberre történő fertőzést május 1-jén jelentették be. A Falkirkben lakó áldozat azt követően kapta el a fertőzést, hogy az első brit megbetegedést észlelték. Ugyanezen a napon megerősítették, hogy egy 12 éves lánynál is észlelték Downendben, Dél-Glouchesterben a sertésinfluenza jeleit. Ugyanazon a repülőgépen utazott, mint az a skót házaspár, akinek a hét folyamán pozitív lett a tesztje. Úgy gondolják, egy 42 éves, szintén Dél-Glouchesterben élő férfi lehet a második, akire úgy terjedt át az országban a vírus. Hivatalosan azt közölték, hogy a grófságban észlelt két eset között nincs összefüggés. Úgy gondolják, a Chipping Sodburyben lakó férfi egy olyan tárgyalópartnerétől kapta el a vírust, aki azt megelőzően Mexikóban járt.
Május 2-án az Egészségügyi Minisztérium megerősítette, hogy északnyugaton egy felnőtt, délkeleten pedig egy gyermek kapta el a vírust, így összesen a szigetországban addig 15 megbetegedés történt. Május 3-án jelentések érkeztek a 16. megbetegedésről, amit a skóciai Aryshire-ben regisztráltak. Itt egy ember texasi nyaralásáról tért haza. Ez az első eset, hogy a szigetországba Mexikón kívülről jöjjön be az influenza.
Május 3-án további hét esetet jelentettek be. Közülük hat Londonban, egy West Midlandsen volt.
Május 4-én a London Battersea részén fekvő Dolphin School az ötödik, melyet az influenza miatt bezártak.
Május 6-án egy berkshire-i fertőzött férfit és további négy esetet jegyeztek fel az Egyesült Királyságban Nagy-Manchesterben, Essexben East Midllandsen, West Midlandsen  és Northamptonshire. mindet Angliában.
Május 9-én nyolc esetről érkezett jelentés. Közülük hét Londonban, egy pedig Northamptonshire-ben egy pedig Inverclyde-ban|1 derült ki. Ezek közül az esetek közül három kapcsolatba hozható egy olyan iskolával, amelyet egy tucatnyi megbetegedés miatt már bezártak.
Május 10-én hat újabb esetet jelentettek be Londonban és egy újabbat Anglia keleti részén.

Halál
500+ eset
50–500 eset
5–50 eset
1–5 eset

Május 11-én további 10 esetet erősítettek meg. Közülük öten hazatérő utazók, négy korábban megerősített fertőzöttel közeli kapcsolatban álló és egy ismeretlen forrásból megbetegedett volt.
Május 12-én még három esetet megerősítettek, ezek közül kettő gyermekeket érintett. Mind a három, London környékén élő beteg közeli kapcsolatban volt valamelyik régebben megerősített esettel.
Május 13-án újabb három megbetegedést jelentettek be. Az egyikük Anglia keleti részén, másik kettejük pedig Londonban él.
Május 14-én újabb hat emberről bizonyosodott be, hogy elkapták a sertésinfluenzát. Közülük három gyermek és két felnőtt London körzetében lakik, egy felnőtt pedig Anglia keleti részén. Közülük négyen már megerősített esetű embertől kapták el a betegséget, kettejük peredig külföldről hazatért turista.
Az Egyesült Királyságban az első kritikus esetet május 26-án jegyezték fel. A skóciai Glasgow körzetében egy férfi került életveszélyes állapotba, s napokon belül ő lehet a kór első, Észak-Amerikán kívüli áldozata. Ugyanezen a napon az eddigi legnagyobb, egy helyen észlelt megbetegedésre találtak rá egy birminghami általános iskolában, ahol ötven ember fertőződött meg.
Május 30-án megerősítettek egy esetet Walesben is.

### Június
Június 2-án az Egészségügyi Minisztérium bejelentette, hogy két másik ember is kritikus állapotba került a skóciai Renfrewshire-ben. Az egyikük teljesen bizonyos, hogy a sertésinfluenza miatt van ilyen rosszul.
Június 3-án a sertésinfluenzában szenvedők száma egy nap alatt 64-ről 88-ra emelkedett. Ekkor már négy súlyos helyzetben lévő beteg volt Skóciában.
Június 8-án a HPA egy olyan jelentést hozott nyilvánosságra, mely szerint a fertőzések nagyobb része az iskoláskorú gyermekek és a fiatal felnőttek körében fordul elő. A híres 1918-as spanyolnátha kivételétől eltekintve ez nem volt jellemző a világjárványokra.
Június 11-én a WHO kihirdette, hogy H1N1 influenza világjárvány van, bár erre az esetre az Egyesült Királyságban már jobban felkészültek, mint a legutóbb 40 évvel ezelőtti utolsóra.
Június 13-án az összes megerősített fertőzés száma az országban elérte az ezret.
A sertésinfluenza első megerősített brit halálos áldozatának hírét Skócia kormánya június 14-én erősítette meg. Még többen kritikus állapotban voltak ekkor.
Sir Liam Donaldson főgyógyszerész június 25-én azt mondta, hogy néhány területen (főleg London egyes részein, Midlands nyugati és Berkshire keleti részén) a közösségen belül gyorsan terjed a vírus, ami azt jelenti, semmilyen praktikus oka nincs annak, hogy védőgyűrűt vonjanak a megtalált eredeti kórgazda s azok köré, kik vele kapcsolatba kerültek, s nincs értelme nekik azért gyógyszert adni, hogy ezzel akadályozzák az influenza további terjedését. Ezeken a területeken vírusellenes gyógyszereket csak azoknak az embereknek szabad adni, akiknél jelentkeznek a tünetek, és meg kell itt akadályozni a továbbfertőzést.

## A közönség tájékoztatása
Az Egészségügyi Minisztérium április 29-én bejelentette, hogy elkezdték minden brit háztartásba kiküldeni a sertésinfluenzával kapcsolatos tájékoztató anyagokat. Azonban csak május 5-én kezdték el a kézbesítéseket. Ugyanezen a napon Alan Johnson azt is bejelentette, hogy másnaptól tanácsadó műsorokat fognak sugározni a televíziókban és a rádiókban. A hónap utolsó napján egy sertésinfluenzával kapcsolatos információs vonal kezd üzemelni.
Az Egészségügyi Minisztérium világjárvány esetére kidolgozott, 2007. novemberben felülvizsgált terve szerint „Az Egyesült Királyság egészségügyi részlegei (Skóciában igazgatóságai) az 5. fokozat elérését követően országszerte levelekben és reklámkampányokban figyelmeztetik a lakosságot. Ebben elsősorban a higiéniás kockázatokra, az egyéni felkészülés és a társadalmi felelősségvállalásra hívják fel a figyelmet. Egy információs film azt fogja bemutatni, hogy lehet a vírus terjedését lelassítani, és hogyan lehet elérni a Nemzeti Influenza Vonalat. A rendelőintézetekben, gyógyszertárakban és az Egészségügyi Minisztérium honlapján információs anyagokat fognak elhelyezni. A Nemzeti Influenza Vonal a tervek szerint 2009 végén lesz elérhető.
Vannak olyan kormányzati oldalak, ahol a legfontosabb információk és a sertésinfluenzával megfertőzött emberekről szóló statisztikák országos szinten, Észak-Írország, Skócia és Wales tekintetében elérhetőek.
A HPA weboldalán vannak olyan speciális oldalak, melyek tanácsokat tartalmaznak az érdeklődő emberek, iskolák és ezen felül még munkahelyek, és az egészségügyben dolgozók számára. Azóta az iskolában megbetegedett megerősítettek száma 74-re emelkedett.
A HPA az epidemiológiai adatok oldalon elérhető helyen rendszeresen publikál az influenzával kapcsolatos napi és heti jelentéseket, Itt sokkal részletesebb információkat lehet találni, mint például nemek és korcsoportok szerinti lebontást, és a fertőzés forrása szerint is lehet adatokat találni.

## Ellenőrző intézkedések
Az Imperial College London epidemiológusa május 11-én úgy vélte, a sertésinfluenza olyan gyorsan terjed hogy ez okot ad egy világjárványra történő felkészüléshez. Komoly az emberről emberre történő fertőzések mértéke, s ez indokolja azt, hogy a WHO 5. osztályba sorolta az influenza komolyságát. Becslések szerint egy fertőzött ember átlagosan 1,4–1,6 embernek adja tovább az influenzát. Ez az arány a huszadik század három járványa idején mért adatnál nem rosszabb. Minden elemzés arra utal, hogy ugyanolyan gyorsan fog fertőzni, mint az előző világjárványok vírusai. A tanulmány megírásakor a klinikai helyzet súlyossága inkább hasonlít az 1957-es semmint az 1918-as állapotokra. Azonban azt nem lehet jól előre jelezni, hogy a vírus hogyan fog a későbbiekben terjedni.

### Utazási megszorítások
Április 27-én a külügyekért és a Nemzetközösséget érintő kérdésekért felelős minisztérium azt tanácsolta, csak halaszthatatlan esetekben utazzanak a britek Mexikóba, és bejelentette, hogy a Mexikóban lévő brit állampolgárok „meggondolhatják, hogy Mexikóban maradnak-e ilyen körülmények között is”. Április 28-án a Mexikói Idegenforgalmi Iroda becslései szerint néhány száz brit turista lehetett Mexikóban.
A British Airways megerősítette, hogy a továbbiakban is elindítja heti négy járatát Mexikóvárosba. Utasainak azt a lehetőséget ajánlotta fel, hogy repülésüket visszamondhatják vagy a célállomást megváltoztathatják, s erre a társaság nem számít fel semmilyen további díjat.
A Thomas Cook és Airtours utazási irodák azt mondták, nagyjából 3000 turista lehetett április 28-án Mexikóban. Az eső, 2009. április 28-án Mexikóból visszatérő utasok a riportereknek azt mondták, ha kaptak egyáltalán információt a védekezésről, akkor ennek mértéke nagyon szerény volt, sem a mexikói hatóságoktól sem a hotelektől, sem pedig az utazásszervezőktől nem érkeztek erről hírek.
Minden, az országba beutazási lehetőséget biztosító kikötőnél szórólapokat helyeztek el, hogy ezeken keresztül ismertessék meg az ide érkezőket a sertésinfluenzával.
Május 21-ig minden, Mexikóból érkező turistával találkozott a HPA egy-egy munkatársa. Ezt a gyakorlatot 22-én felfüggesztették, de továbbra is fenntartják azt a tanácsukat, ha valaki fertőzött területről hazatérve vagy megerősített, esetleg feltételezett fertőzöttel történt találkozást követő hét napon belül rosszul érzi magát, maradjon otthon, és keresse fel a társadalombiztosítási körzetéhez (NHS Direct) tartozó orvost. Ezentúl kockázatelemzéses eljárással fogják kiválasztani azokat az utazókat, kikről úgy gondolják, hogy elkaphatták a sertésinfluenzát.

### Előkészületek

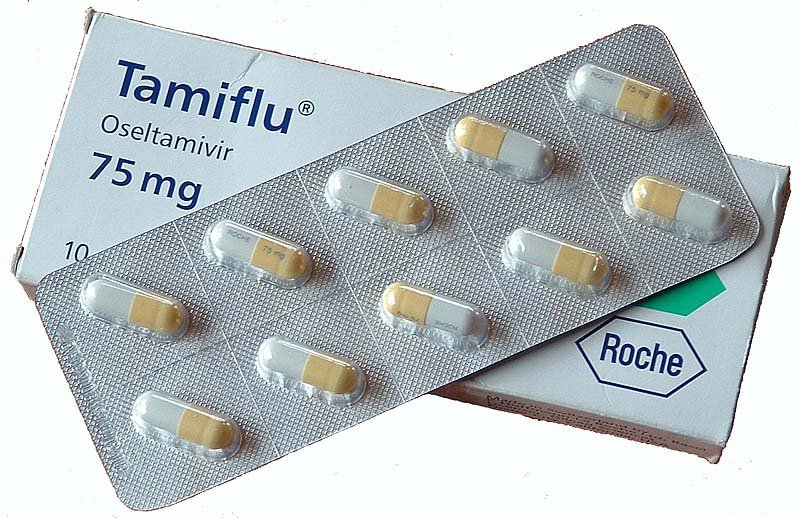
Tamiflu, influenza elleni gyógyszer.

Április 27-én a brit egészségügyi miniszter, Alan Johnson azt állította, az országnak 33 millió doboznyi tartaléka van a víruselleni gyógyszerből, ez nagyjából a szigetország lakosságának felét egyszer kiszolgáló adag. Alan Johnson április 30-án bejelentette, hogy a kormány további gyógyszeradagot szerzett be, mellyel 50 millió embert lehet megvédeni. Ez az ország lakosságának több mint háromnegyede.
Létezik egy olyan, világjárvány esetére kidolgozott terv, mely a gyógyszer terjesztésétől és segélyvonalak felállításától egészen az iskolák bezárásáig és a nyilvános rendezvények megtiltásáig számos olyan rendelkezést tartalmaz, melyet nagyban 2007-ben már kipróbáltak. Londonra külön válaszprogramot dolgoztak ki.
Meg kell jegyezni, hogy az oszeltamivir tartalmú Tamiflút és a zanamivir tartalmú Relenzát, a két hatékonynak tekintett influenza elleni gyógyszert a tünetek megjelenésétől számítva 48 órán belül be kell venni ahhoz, hogy hatásos legyen. A pozitív hatások sokkal erősebbek, ha a szedését 6 órán belül elkezdik. Hogy hatásos legyen a kezelés, a szállítóknak el kell érniük a betegeket, attól függetlenül, hogy esetleg hétvége vagy ünnepnap van. A HPA heti epidemiológiai jelentésében közzé tette, hogy az azon a héten a laboratóriumban tesztelt mind a 17 vírusminta érzékeny volt a oszeltamivirra és a zanamivirra, de az amantavirral szemben ellenállónak bizonyultak.
2009. május 5-én olyan terveket jelentettek be, melyek szerint azok a gyermekek, akik az influenza miatt nem tudnak megjelenni a vizsgákon, más módon fognak felelni, hogy őket se érje hátrány emiatt.
A kormány 2009. június 13-i becslése szerint a készleten lévő vírusellenes gyógyszer a lakosság 50%-ának elég, de ezt az arányt 80%-ra szeretnék bővíteni.
Az Egészségügyi Minisztérium 2009. június 8-án közzétette az influenza világjárvány idején betartandó előírásokat.

### A feltételezett esetek vizsgálata

#### Generikus elemzés
A feltételezett sertésinfluenzás esetek mintáit a London északi részén, Mill Hillben lévő, a WHO-hoz tartozó Világinfluenza Központ vizsgálta meg. Ide érkeztek az USA mintái is.
2009. május 8-ára az amerikai US Centers for Disease Control and Prevention elérhetővé tette a sertésinfluenza genetikai állományát. Az Európában jelen lévő törzs jellemzőit brit kutatók különítették el és ők térképezték fel a teljes genetikai állományt.

#### Diagnosztizálása
A leggyorsabb, a sertésinfluenza kimutatására használható valós idejűként jellemzett szűrési módszer a PCR eljárás.  WHO szerint az országban négy olyan laboratórium van, hol el tudják végezni ezt a vizsgálatot. Ezek a belfasti Royal Victoria Hospital Regionális Víruslaboratóriuma, a glassgowi Gartnavel General Hospital Regionális Víruslaboratóriuma, a londoni Egészségmegőrző Ügynökség, a Fertőzéses, Bélrendszeri, Légzőszervi és Neurológiai Víruslaboratóriumok Központja és a National Institute for Medical Researchnél meglévő WHO Influenzareferencia és Kutató Együttműködési Központja.
A HPA időről időre közzétesz és frissít egy algoritmust, mely segít a feltételezett sertésinfluenzás esetek diagnosztizálásában és kezelésében. Azokban az esetekben, mikor a beteg az influenza jeleit mutatja, de nem egy olyan területről hazatérőről van szó, ahol bebizonyosodott, hogy a vírus emberről emberre is terjed vagy nem léptek kapcsolatba olyannal, aki elkapta ezt a vírust, további tesztek nélkül azt feltételezik, hogy nem az AH1N1 vírustól lett rosszul.

### Higiénés előírások
Az Egészségvédelmi Ügynökség azt javasolja, mindenki tegye meg az ahhoz szükséges lépéseket, melyek betartásával a legkisebbre csökkenthető mindenfajta vírus, így a sertésinfluenza terjedési kockázata. 
- A szájat és az orrot tüsszentéskor valamint köhögéskor takarják el, ha lehetséges, használjanak zsebkendőt. Azonnal, de óvatosan szabaduljanak meg a koszos zsebkendőtől.
- Tartsák fenn a jó higiéniát, például a vírusnak a kézről az arcra vagy más emberekre történő átterjedésének megakadályozása érdekében gyakran kell szappannal és vízzel kezet mosni.
- Szokásos tisztítószerrel gyakran töröljenek át olyan felületeket, melyeket többen használnak; például az ajtókilincset.[118]

### Immunitás
Az Amerikai Megelőzési és Betegségellenőrzési Centrum 2009. májusban publikált jelentése szerint a gyermekeknek nincs semmilyen előzetes védettsége az influenza ellen, de a felnőtt, főleg a 60 év feletti lakosság körében valamilyenfajta immunitás fedezhető fel. A gyermekeknél nem lehetett ellentest válaszreakciót kimutatni, míg a 18–64 évesek 6–9. a 64 év felettiek 33%-a adott válaszreakciót.

### Védőoltás
A már korábban meglévő védőoltások ha adnak is valamekkora védettséget az új vírustörzzsel szemben, akkor is csak csekély mértékűt. Nemzetközi kutatócsoport dolgozik azon, hogy egy oltóanyagot fejlesszenek ki, mellyel meg lehet akadályozni a H1N1 terjedését. Sir Liam Donaldson főgyógyszerész azt mondta 2009. június 25-én, hogy valószínűleg az Egyesült Királyságban az első oltóanyag-szállítmányok a vártnál korábban megérkezhetnek. Az előzőleg tervezett őszi időpont helyett már augusztusban a boltokba kerülhetnek a készítmények. A kormányzatnak 132 millió adagra van szerződése. Vannak az új védőoltás kifejlesztésébe vetett erőforrás-felhasználásoknak kockázata is: nem lesz elég kapacitás a szezonális influenzát leküzdeni képes védőoltás előállítására, s lehet, hogy a vírustörzs olyan mutáción megy át, mely hatástalanná teszi az új védőoltást.

### Az arcmaszk lehetséges használata

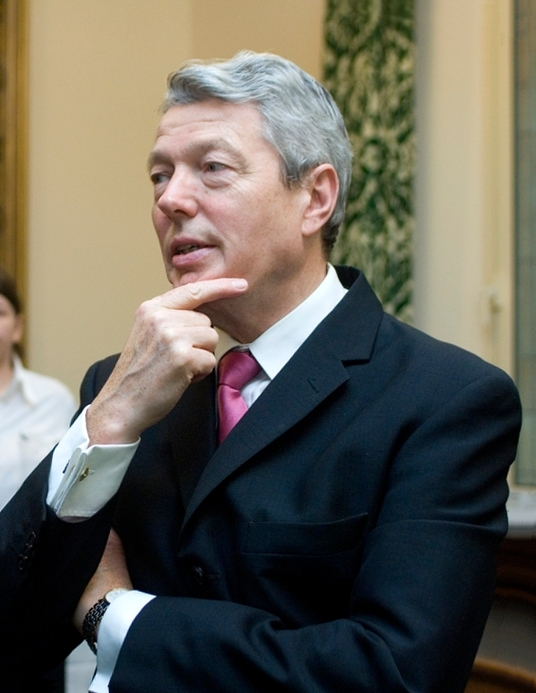
Alan Johnson brit egészségügyi miniszter

Alan Johnson egészségügyi miniszter április 27-én azt mondta a képviselőknek, hogy „Bár egyetértünk azzal, hogy Mexikóban védőmaszkokat osztanak az embereknek, a jelenlegi tudományos bizonyítékok nem támasztják alá, hogy akik nem betegek, mindennapos tevékenységeik folyamán nekik védőmaszkot kellene viselniük.” Amennyiben vírusellenes szereket írtak fel, fontos ezek előírás szerinti szedése, még akkor is, ha néhány esetben émelygés léphet fel.
Steve Field professzor, a Royal College of General Practitioners elnöke azt mondta, az Egyesült Királyságban az emberek "jelenleg teljes mértékben biztonságban vannak", nem kell védőmaszkot viselniük, és továbbra is ehetnek disznóhúst.
John Oxford professzor, a The Barts and the London vezető londoni kórház virológusa azt mondta, valójában nagyon kevés bizonyíték van abban a tekintetben, hogy a védőmaszkok védelmet nyújtanának az influenza ellen.
Ezen felül a Royal College of General Practitionersben készülő Világjárvány Terv vezetője, dr Maureen Baker április 27-én azt nyilatkozta, hogy „a maszkok mikor nedvességet kapnak, vagy néhány órával ezt követően már hatástalanok. Számos vita bontakozott már ki a védőmaszkok viseléséről, és több hatóság is azt mondta, az a leghatékonyabb védekezési mód, hogy azoknak adnak védőmaszkot, akik az influenza tüneteivel jelentkeznek a sürgősségi osztályokon, így a járvány a sürgősségi osztályon a személyzetre és az ottani betegekre nem terjed át. Úgy gondolom, az Egészségügyi Minisztérium hamarosan ki fog adni egy tájékoztatót, mely leírja, világjárvány esetén hogyan kell használni a védőmaszkot.”
A jelentések szerint a brit kormány mindent megtett annak érdekében, minél gyorsabban minél több védőmaszkot szerezzen be.

## Fordítás
- Ez a szócikk részben vagy egészben a 2009 swine flu outbreak in the United Kingdom című angol Wikipédia-szócikk ezen változatának fordításán alapul.  Az eredeti cikk szerkesztőit annak laptörténete sorolja fel. Ez a jelzés csupán a megfogalmazás eredetét és a szerzői jogokat jelzi, nem szolgál a cikkben szereplő információk forrásmegjelöléseként.